# Carlotta Ferrari
Carlotta Ferrari (27. ledna 1837 Lodi – 22. listopadu 1907 Bologna) byla italská skladatelka známá svými operami.

## Život
Carlotta Ferrari se narodila v italském Lodi a studovala zpěv a klavír na Milánské konzervatoři u Giuseppiny Strepponi. Ferrari napsala svou první operu Ugo ve věku dvaceti let. Tváří v tvář nedostatečnému zájmu získala finanční prostředky na svou první veřejnou produkci v Leccu a představení provedla sama. V dubnu 1875 byla Ferrari na doporučení Ambroise Thomase čestnou profesorkou skladby na Filharmonické akademii v Bologni a v tomto městě už zůstala až do své smrti. V roce 1857 složila operu Ugo, v roce 1866 Sofia a lyrickou operu Eleonora d Arborea. Skládala i hymny, kantáty, mše a desítky písní na motivy děl svého oblíbeného Danta. Slova si psala sama, byla i básnířkou. Její poezie vyšla ve 4 svazcích v roce 1879. V roce 1889 se stala předsedkyní Florentského výboru žen. Kromě písní a oper vydala autobiografii, poezii a prózu ve čtyřech svazcích s názvem Versi e prose v Bologni v letech 1878–82. Zemřela v Bologni 22. listopadu 1907.
Svými básněmi zaujala českého básníka a překladatele Jaroslava Vrchlického, který její báseň Italia zařadil do knihy Poezie italská nové doby. Tato báseň i jiné básně, povzbuzující ke sjednocení Itálie, byly zařazeny do slovníku National Risorgimento. V roce 1968 uvedlo její rodné město Lody Carlottinu v rámci svých oslav významnou mši.

## Díla
Ferrari byla během svého života úspěšnou skladatelkou. Složila opery a kantáty a byla považována za mistryni kánonu. Vybrané práce zahrnují:
- Requiem Mass
- Ugo, opera
- Sofia, opera
- Eleonora d'Arborea, opera
- Non t'accostare all'urna, text: Jacopo Vittorelli